# Едмор (Мичиген)
Едмор (енгл. Edmore) град је у америчкој савезној држави Мичиген.

## Демографија
По попису из 2010. године број становника је 1.201, што је 43 (-3,5%) становника мање него 2000. године.
| Група             | 2000.         | 2010.         |
| Белци             | 1.162 (93,4%) | 1.112 (92,6%) |
| Афроамериканци    | 5 (0,4%)      | 6 (0,5%)      |
| Азијати           | 0 (0,0%)      | 2 (0,2%)      |
| Хиспаноамериканци | 37 (3,0%)     | 49 (4,1%)     |
| Укупно            | 1.244         | 1.201         |